# Pražský divadelní festival německého jazyka
Pražský divadelní festival německého jazyka (Prager Theaterfestival deutscher Sprache) je mezinárodní přehlídkou činoherních inscenací a divadelních projektů z celé německojazyčné oblasti, tedy Německa, Rakouska, Švýcarska, Lucemburska a Lichtenštejnska. Spolupracuje s předními soubory a divadelními tvůrci a klade důraz na vysokou uměleckou úroveň. Festival, který je podporován tuzemskými i zahraničními institucemi a jemuž každoročně poskytují záštitu nejvyšší představitelé všech zúčastněných zemí, usiluje o rozvoj kulturních vztahů mezi Českou republikou a sousedními zeměmi.

## Historie festivalu
Založení Pražského divadelního festivalu německého jazyka předcházel pokus vybudovat v Praze stálou německojazyčnou scénu v návaznosti na slavnou tradici pražského divadelnictví, jejíž součástí bylo v letech 1888–1944 Nové německé divadlo. Prapůvodním autorem této myšlenky byl spisovatel, dramatik a scenárista Alex Koenigsmark, který v roce 1991 spolu s Jaroslavem Gillarem, Jiřinou Jiráskovou, Janem Klusákem, Annou Fárovou (zahraničními zakládajícími členy pak byli mj.  Walter Scheel a Klaus Maria Brandauer) stál u zrodu Nadace Pro Thalia.
K tomuto projektu byli záhy přizváni spisovatel Pavel Kohout a dramaturgyně a teatroložka Renata Vatková, kteří oba po léta působili v jazykově německém prostředí, Kohout měl navíc zkušenosti z období, kdy pracoval pro vídeňský Burgtheater. Protože pro velkorysý plán Nadace Pro Thalia se nepodařilo nalézt vhodné prostory a dostatečnou finanční podporu, přiklonili se k projektu festivalu, na kterém by v Praze hostovaly přední soubory německojazyčných divadel. Pražský divadelní festival německého jazyka byl založen na podzim roku 1996 ještě před podepsáním Česko-německé deklarace, což byly v obou případech události, v nichž se výraznou měrou angažoval Pavel Kohout. U vzniku této divadelní přehlídky byla také Jitka Jílková, tehdy koordinátorka akce, od roku 1997 ředitelka festivalu,  která za svoji profesní činnost obdržela rakouské i německé státní vyznamenání. Vedle Jílkové se na přípravě jednotlivých ročníků podílel šéf produkce Pavel Jelínek, a od roku 1998 dramaturgové Ondřej Černý a Josef Balvín. Počínaje rokem 2004 s festivalem spolupracuje dramaturg Petr Štědroň, za public relations je odpovědný Milan Neubauer. V roce 2007 v souvislosti s tehdejšími problémy s financováním Kohout vedení festivalu opustil, protože se obával, že za těchto okolností nelze udržet jeho uměleckou úroveň. V dosavadním trvání tohoto projektu se však dosud dařilo zajistit dostatek prostředků na každý další ročník.
Za dobu téměř dvacetileté historie festivalu se v Praze představili uznávaní režiséři jako George Tabori, Robert Wilson, Andreas Kriegenburg, Luk Perceval, Christoph Marthaler, Frank Castorf, Thomas Ostermeier, Martin Kušej nebo Stephan Kimmig, slavné herecké osobnosti – např. Klaus Maria Brandauer, Bruno Ganz, Josef Hader či Sophie Rois a celá řada renomovaných divadelních souborů, mezi něž patří zejména Deutsches Theater Berlin, Schaubühne Berlin, Berliner Ensemble, Thalia Theater Hamburg, Burgtheater Wien, Schauspielhaus Zürich, Münchner Kammerspiele, Volksbühne Berlin a mnoho dalších. Řada titulů, které festival do Prahy přivezl, např. divadelní hry Mariuse von Mayenburga nebo Rolanda Schimmelpfenniga, se brzy objevila v českém provedení.

## Dramaturgie
Pražský divadelní festival německého jazyka seznamuje české diváky s průřezem divadelní tvorby našich sousedů a zároveň vyplňuje ono prázdno a nostalgii po někdejší multikulturní Praze české, německé a židovské. Konfrontace s německým divadlem, které je formálně a interpretačně dravější, barevnější a komunikativnější, má každý rok oživit poněkud mdlejší české divadlo. Při výběru jednotlivých inscenací není tým organizátorů vázán žádnými předem stanovenými pravidly. Základní přehled všech německojazyčných premiér je k dispozici v časopise Mykaenae, ve kterém jsou obsaženy praktické informace o divadelním dění v Německu, Rakousku a Švýcarsku. Zde vždy na konci sezóny vychází soupis premiér, které se chystají na sezónu následující. Z těchto představení se dramaturgové snaží vytipovat to zajímavé, aktuální a výrazné. Pro každý ročník je pak zvoleno určité motto, které má spojovat všechny inscenace, které se pořadatelé rozhodnou pozvat. Ze 30–40 naživo zhlédnutých představení je každoročně vybráno přibližně 10 inscenací.
Současné umělecké vedení festivalu zastupuje především šéfdramaturg Petr Štědroň, který je zároveň ředitelem Divadla Na zábradlí, a ředitelka festivalu Jitka Jílková. Tato dramaturgie se zaměřuje na divadelní počiny vynikající ať už novátorskými režijními postupy, netradičním dramaturgickým výběrem či výkladem, scénografií nebo technologickým zpracováním, samozřejmě s důrazem na hereckou kvalitu. Bohatý výběr v divadelně velmi výrazné oblasti je však limitován finančními a technickými podmínkami. Inscenace vybraná dramaturgií festivalu do programu aktuálního ročníku byla již několikrát následně vyhlášená odborným časopisem Theater heute jako inscenace roku (Hořké slzy Petry Kantové – Residenztheater, r. 2012, Co je venku, do toho mi nic není – Maxim Gorki Theater, r. 2014). V anketě kritiků časopisu Svět a divadlo byly jako "Největší zážitek roku ze zahraničního divadla" vybrány festivalové inscenace: Vojna a mír - Burgtheater Wien, r. 2011, Španělská mu(š)ka - Volksbühne Berlin, r. 2012, Oidipus. Město - Deutsches Theater Berlin, r. 2013).

## Cena Josefa Balvína a doprovodné akce
Každoročně uděluje festival Cenu Josefa Balvína (původně Cena MAX, přejmenována na počest dlouholetého dramaturga festivalu) nejlepší české inscenaci německy psaného divadelního textu a vítěznou produkci zařazuje do programové nabídky, opatřenou německými titulky. Oceněny byly např. Kabaret Kafka – Divadlo Na zábradlí, r. 2013, Arabská noc – Moravské divadlo Olomouc, r. 2011 a Legenda o svatém pijanovi – Divadlo Komedie, r. 2011.
Hlavní program doprovázejí výstavy, videoinstalace, divadelní výlety, odborné přednášky a menší česko-německé projekty, jako je prezentace nové dramatiky prostřednictvím inscenovaného čtení nebo divadelní produkce partnerských kulturních společností. Během festivalu se vždy uskuteční několik diskusí s publikem a herci, režiséry, autory a dalšími tvůrci.

## Diváci festivalu
Festival je primárně zaměřen na české publikum. Všechna představení jsou tlumočena prostřednictvím titulků nebo sluchátek, proto jsou festivalové produkce dostupné i divákům, kteří nemluví německy (české produkce jsou naopak tlumočeny do němčiny). Programové složení je velmi různorodé a nabízí prostor pro všechny sociální vrstvy a věkové kategorie. Za dobu své existence už si festival vybudoval vlastní diváckou základnu. Představení navštěvují žáci a studenti středních i vysokých škol, novináři, diplomaté a zástupci institucí, lidé na vozíku i nevidomí, senioři, herci a režiséři, politici, manažeři a šéfové firem, čeští emigranti, diváci ze Slovenska, Rakouska, Německa i Švýcarska. V závislosti na počtu představení a kapacitě daných sálů navštíví festival v každém roce kolem 5000 diváků, celkově tedy festivalová představení zhlédla již téměř stovka tisíc diváků. Návštěvnost každoročně dosahuje 90–100%.

## Partneři festivalu
Festival spolupracuje na různých úrovních s řadou národních i nadnárodních organizací. Mezi nejvýznamnější instituce, které tuto divadelní přehlídku dlouhodobě finančně podporují, a bez nichž by její realizace nebyla vůbec možná, patří Ministerstvo kultury ČR, Hlavní město Praha, Česko-německý fond budoucnosti a Goethe-Institut, se kterým festival velice často spolupracuje i organizačně. Z dlouhodobých finančních partnerů z obchodní sféry je to pak především společnost Škoda Auto a T-Mobile. Dále má festival řadu partnerských společností v programové a vzdělávací oblasti. Vedle divadelních domů (Národní divadlo, Divadlo Archa), menších divadelních spolků (Divadlo Letí) a kulturních organizací (Rakouské kulturní fórum, Institut umění, Dilia, Aura-Pont) jsou to zejména střední a vysoké školy jako je Německá škola v Praze, DAMU, Katedra germanistiky FF UK, Universität Wien a mnoho dalších. Prestiž festivalu podtrhuje i trvalá podpora velvyslanectví všech zainteresovaných zemí.

## Finance a vstupné
Finanční náročnost projektu je poměrně vysoká, což je dáno honorářovými požadavky násobně vyššími než u tuzemských produkcí, nájmy velkých divadelních domů a technickými podmínkami zahraničních inscenací. Výše finančních darů ze strany soukromého a veřejného sektoru se přitom ve srovnání s prvními ročníky snížila téměř na polovinu a má klesající tendenci. Samotný festival je schopen pokrýt pouze 3% svého rozpočtu. 27% nákladů hradí zahraniční fondy, nadace a instituce, 25% financují hlavy států a instituce samosprávy, 17% je zaplaceno ze sponzorských darů. V souvislosti s hostováním zahraničních souborů tvoří významné položky nejen ubytování, doprava, transport dekorací, tantiémy, ale také překlady a tlumočnická technika, k nim pak přibývají provozní a osobní výdaje a propagace. Cena za uvedení jedné zahraniční inscenace se pohybuje mezi 35–75 tisíc Euro. Běžný festivalový ročník zahrnující alespoň tři velké a několik menších produkcí potom vyžaduje náklady ve výši od 450 tisíc Euro.
Vlastní finanční podíl, tedy příjmy ze vstupného, tvoří jen velmi malou část příjmů, přibližně 5% z celkového rozpočtu. Vzhledem k vysoké nákladnosti hostování zahraničních souborů je nutné cenu vstupenky z velké části dotovat. Z důvodu cenové dostupnosti všem sociálním vrstvám diváků je snahou festivalu udržet průměrnou cenu vstupenky mezi 300 a 400 Kč, navíc je poskytována 50% sleva studentům, seniorům a tělesně postiženým divákům; studentům středních a vysokých škol je určena zvýhodněná permanentní vstupenka na celý festival, tzv. Festival-pas.

#### Programové katalogy
- Pražský divadelní festival německého jazyka. Theater Festival: Pražský divadelní festival německého jazyka = Prager Theaterfestival deutscher Sprache. Praha: Pražský divadelní festival německého jazyka, [2003]. [24] s. ISBN 80-239-1404-9. Souhrnný programový katalog festivalu za r. 1996-2002.
- Pražský divadelní festival německého jazyka = Prager Theaterfestival deutscher Sprache : programový katalog šestého ročníku.... Praha: Pražský divadelní festival německého jazyka, 2001. [20] s.
- Pražský divadelní festival německého jazyka: (7. ročník: Praha, 6.11.-16.11.2002): programový katalog. Příprava vydání Josef Balvín. Praha: Ministerstvo kultury ČR, 2002. Nestr.
- Pražský divadelní festival německého jazyka = Prager Theaterfestival deutscher Sprache : programový katalog osmého ročníku.... Redakce Josef Balvín, Ondřej Černý, Jitka Jílková. Praha: Pražský divadelní festival německého jazyka Nestr.
- Pražský divadelní festival německého jazyka: (9. ročník: Praha, 23.10.-7.11. 2004): programový katalog. Příprava vydání Josef Balvín. Praha: Ministerstvo kultury ČR, 2004. Nestr.
- Pražský divadelní festival německého jazyka : (10. ročník : Praha, 4.11.-16.11.2005) : programový katalog. Příprava vydání Josef Balvín. Praha: Ministerstvo kultury ČR, 2005. Nestr.
- Pražský divadelní festival německého jazyka: [5. - 20.11.2011: programová brožura 16. ročníku] = Prager Theaterfestival deutscher Sprache. Redakce Petr Štědroň; překlad Christoph Esser. Praha: Ministerstvo kultury ČR, 2011. Nestr.
- Pražský divadelní festival německého jazyka: [28.10. - 10.11.2013: programová brožura 18. ročníku] = Prager Theaterfestival deutscher Sprache. Praha: Ministerstvo kultury ČR, 2013. 35 s. Dostupné v archivu pořízeném dne 2016-03-04. Archivováno 4. 3. 2016 na Wayback Machine.
- Pražský divadelní festival německého jazyka: [21.11. - 1.12.2014: programová brožura 19. ročníku] = Prager Theaterfestival deutscher Sprache. Praha: Ministerstvo kultury ČR, 2014. 29 s. Dostupné v archivu pořízeném dne 2015-03-01. Archivováno 1. 3. 2015 na Wayback Machine.

#### Studie
- HLOŽKOVÁ, Dominika. Das Prager Theaterfestival deutscher Sprache und seine Bedeutung für die deutsch-tschechischen Kulturbeziehungen nach dem Jahre 1989 : Reflexion des historischen Kontextes. Praha, 2013 [cit. 2015-08-19]. 53 s. Bakalářská práce. Univerzita Karlova. Fakulta sociálních věd. Katedra německých a rakouských studií. Vedoucí práce Anita Pelánová.   Dostupné online. (DE)
- STELLWAG-CARION, Cornelia. Das Prager Theaterfestival deutscher Sprache : Zusammenspiel von Kunst und Wirtschaft. Saarbrücken: Südwestdeutscher Verlag für Hochschulschriften, 2008. 168 s. ISBN 978-3-8381-0224-5. (DE)
- ZIELINSKI, Thomas. Pražský divadelní festival německého jazyka a jeho vliv na nastupující divadelní generaci. Praha, 2004. 49 s. Diplomová práce. Divadelní fakulta Akademie múzických umění. Katedra režie a dramaturgie. Vedoucí práce Jan Vedral.

#### Edice
- MAYENBURG, Marius von. Tvář v ohni. Překlad Josef Balvín. 1. vyd. Praha: Divadelní ústav : Pražský divadelní festival německého jazyka, c1999. 57 s. (Současná hra; sv. 14). ISBN 80-7008-098-1.
- Nulté hodiny Christopha Marthalera: [prémie pro předplatitele časopisu Svět a divadlo '98]. Praha: Svět a divadlo : Pražský divadelní festival německého jazyka, [1998]. 78 s. ISBN 80-238-3626-9.